# Абаліхін Борис Сергійович
Борис Сергійович Абаліхін (рос. Борис Сергеевич Абалихин; 1930, Саратов — 1994, Волгоград) — радянський і російський історик, доктор історичних наук (з 1981 року), професор (з 1982 року), академік Академії історії і політології (з 1993 року).

## Біографія
Народився у 1930 році в місті Саратові. Невдовзі сім'я переїхала до Сталінграда, а в 1939 році до Бреста, до місця військової служби батька. У підлітковому віці пережив німецьку окупацію. Після визволення Білорусі жив з батьками в Горьковській області, а у жовтні 1945 року родина повернулася до Сталінграда. Навчався в технікумі залізничного транспорту. Строкову службу в Радянській армії проходив в Приморському краї.
У 1954–1959 роках навчався на історико-філологічному факультеті Сталінградського педагогічного інституту імені О. С. Серафимовича, який закінчив з відзнакою, отримавши спеціальність «Вчителя історії, російської мови та літератури». Після закінчення вишу працював у ньому відповідальним секретарем багатотиражної газети «Вчитель», асистентом (з 1964 року), старшим викладачем (з 1965 року), доцентом (з 1970 року), професором кафедри історії СРСР (пізніше Росії). Вивчив німецьку, польську, французьку та українську мови.
У 1964 році в Інституті історії АН УРСР захистив кандидатську дисертацію на тему: «Бойова співдружність українського і російського народів у Вітчизняній війні 1812 року». У 1981 році в Саратовському державному університеті захистив докторську дисертацію на тему: «Боротьба з наполеонівською армією на південному заході Росії в період Вітчизняної війни 1812 р.».
Помер у Волгограді у 1994 році.

## Наукова діяльність
Автор близько 200 наукових праць, які поділяються на три основні напрямки:
- історія франко-російської війни 1812 року:
  - Из истории совместной борьбы русского и украинского народов против наполеоновского нашествия;
  - К разгадке одной из тайн стратегии Наполеона 1812 г.;
  - Контрнаступление русских войск в 1812 году: планы и их реализация;
  - О стратегическом плане Наполеона на осень 1812 года;
  - Отечественная война 1812 года на Юго-Западе России: Учебное пособие по спецкурсу;
  - Роль Украины в обеспечении армии в Отечественной войне 1812 года;
  - Украинское ополчение 1812 г.;
  - Историческое значение Малоярославецкого сражения[5];
- історія Сталінградської битви:
  - Сталинградская битва в оценках иностранцев:
  - Мир, признательный Сталинграду;
  - Влияние Сталинградской победы на подъем национально-освободительного движения в Китае (кит.);
- історія Нижнього Поволжя XVIII–XX століть:
  - Экономика края в период разложения феодально-крепостнических отношений;
  - Участие населения в Отечественной войне 1812 г.;
  - Положение и борьба народных масс против феодально-крепостнического гнета.

Розробляв тему, пов'язану з участю українського народу у франко-російської війни 1812 року. У 1962 році в Києві видана його брошура «Український народ у Вітчизняній війні 1812 р.». У цьому ж році, в 72-му томі «Історичних записок» (АН СРСР), була опублікована стаття «Українське ополчення 1812 р.».
Брав участь у створенні:
- другого і третього томів «Радянської енциклопедії історії України», в яких опублікував чотири статті: «Київське повстання ратників 1807», «Кордонний ланцюг», «Лісових козаків загони», «Народне ополчення в 1812 р.»;
- третього і четвертого томів «Історії Української РСР», де розмістив матеріали по темі «Вітчизняна війна 1812 р. Участь українського народу в розгромі наполеонівських військ».

Публікувався в журналах: «Вопросы истории», «История СССР» («Отечественная история»), «Советские архивы», «Новое время», «Новый мир», «Родина», «Неман», «Український історичний журнал», «Архіви України»; в «Археологическом ежегоднике», історіографічному щорічнику «История и историки».

## Громадська діяльність
Був членом наукової ради «Історіографія та джерелознавство» АН УРСР, головою методичної комісії з історії СРСР, членом наукової ради Волгоградського обласного краєзнавчого музею, членом вчених рад музею-панорами «Сталінградська битва» і музею-панорами «Бородинська битва», головою Волгоградської обласної секції «Пам'ятники трудової слави», редактором «Історико-краєзнавчих записок». Брав активну участь у створенні музею історії Волгоградського педагогічного інституту. Керував науковим студентським гуртком «Героїка Вітчизни».

## Відзнаки
Заслужений діяч науки Російської Федерації (з 1991 року). За великий внесок у науку, високі результати в роботі з підготовки фахівців для системи утворення, активну участь в патріотичному вихованні студентів та молоді міста, нагороджений медаллю «За доблесну працю в ознаменування 100-річчя з дня народження В. І. Леніна», знаком «Відмінник народної освіти РРФСР», багатьма почесними грамотами.

## Вшанування пам'яті
З травня 1995 року в Волгоградському державному педагогічному університеті проводяться «Абаліхінські читання».